# Sturegatan, Sundbyberg

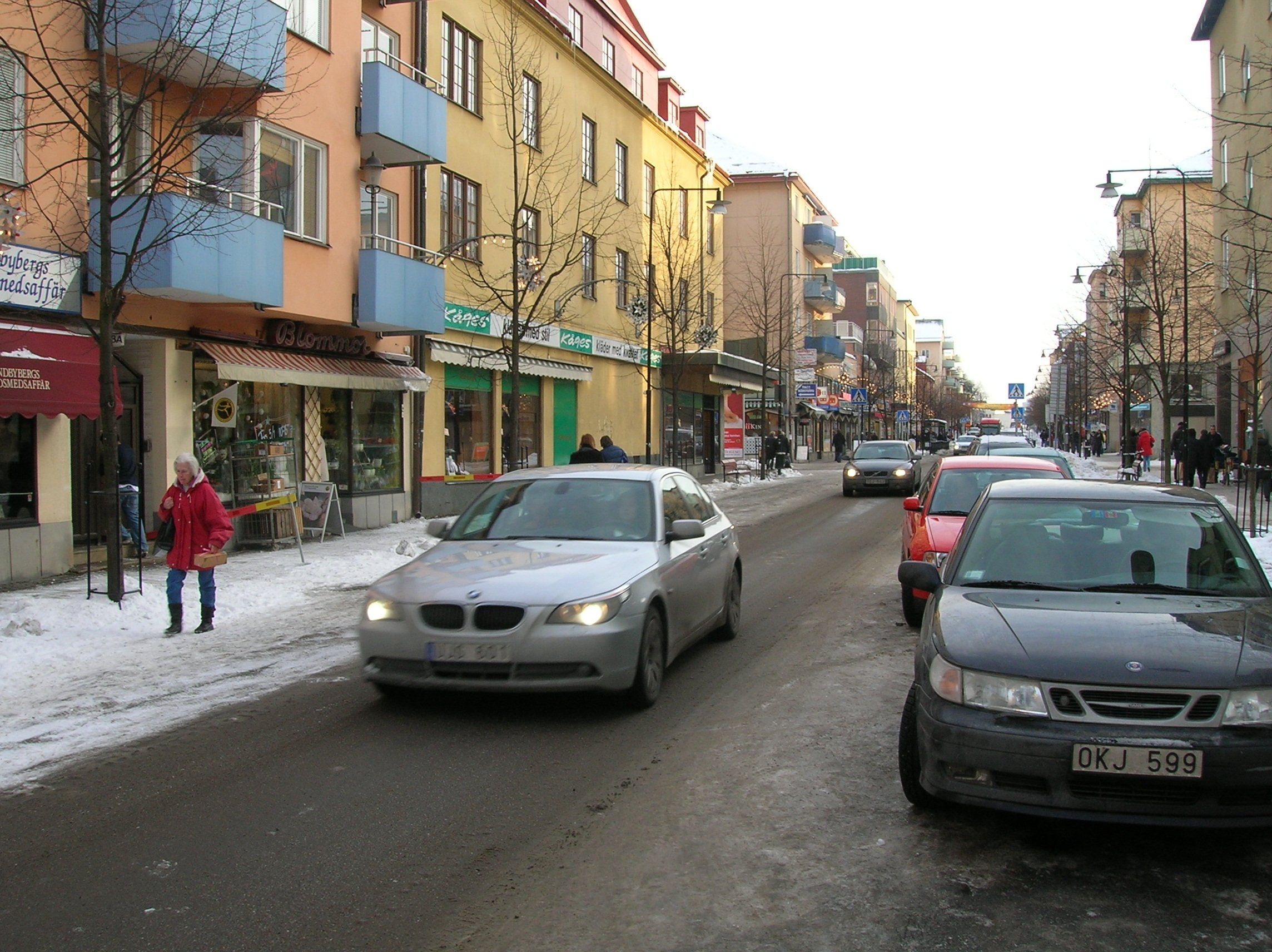
Sturegatan år 2006

Sturegatan är namnet på huvudgatan i Centrala Sundbyberg med många affärer, restauranger, Folkets hus, Sundbybergs köksbryggeri och tidigare även en biograf. Gatan hette ursprungligen Storgatan, men döptes om efter Sten Sture den äldre i slutet av 1800-talet.